# Christian Fröbisch
Christian Friedrich Fröbisch (* 29. Oktober 1830 in Schönbrunn; † 1. April 1911 ebenda) war ein deutscher Gutsbesitzer und Politiker.

## Leben
Fröbisch war der Sohn des Gutsbesitzers Johann Georg Fröbisch und dessen Ehefrau Marie Christiane geborene Schaub. Er war evangelisch-lutherischer Konfession und heiratete am 28. April 1863 in erster Ehe in Frotschau Johanna Christiane Friederike Frotscher (* 3. Juli 1840 in Frotschau; † 2. Dezember 1872 in Schönbrunn), die Tochter des Gutsbesitzers Christian Gottlieb Frotscher aus Frotschau. Aus der Ehe ging der gemeinsame Sohn Hermann Fröbisch hervor. Am 5. Juli 1873 heiratete er in zweiter Ehe in Syrau Christiane Luise Frotscher (* 3. April 1848 in Frotschau; † 7. Mai 1921 in Schönbrunn), die Schwester der ersten Frau.
Fröbisch lebte als Gutsbesitzer in Schönbrunn. Vom 18. Juni 1877 bis zum 26. Juli 1878 war er Abgeordneter im Greizer Landtag. Er wurde 1901 mit der Fürstlichen Medaille "Für Treue und Verdienst" ausgezeichnet.